# Gottfried Pabst von Ohain
Gottfried Pabst von Ohain (pokřtěn 30. března 1656 Mohorn (Wilsdruff) – 19. července 1729 Gottfriedsburg) byl saský kurfiřtský vrchní výběrčí horního desátku, horní rada a hutní chemik. Vedle svého působení v horní administrativě Freibergu je vedle Ehrenfrieda Walthera von Tschirnhause a Johanna Friedricha Böttgera znám svým podílem na objevu a vývoji míšeňského porcelánu.

## Život

### Původ

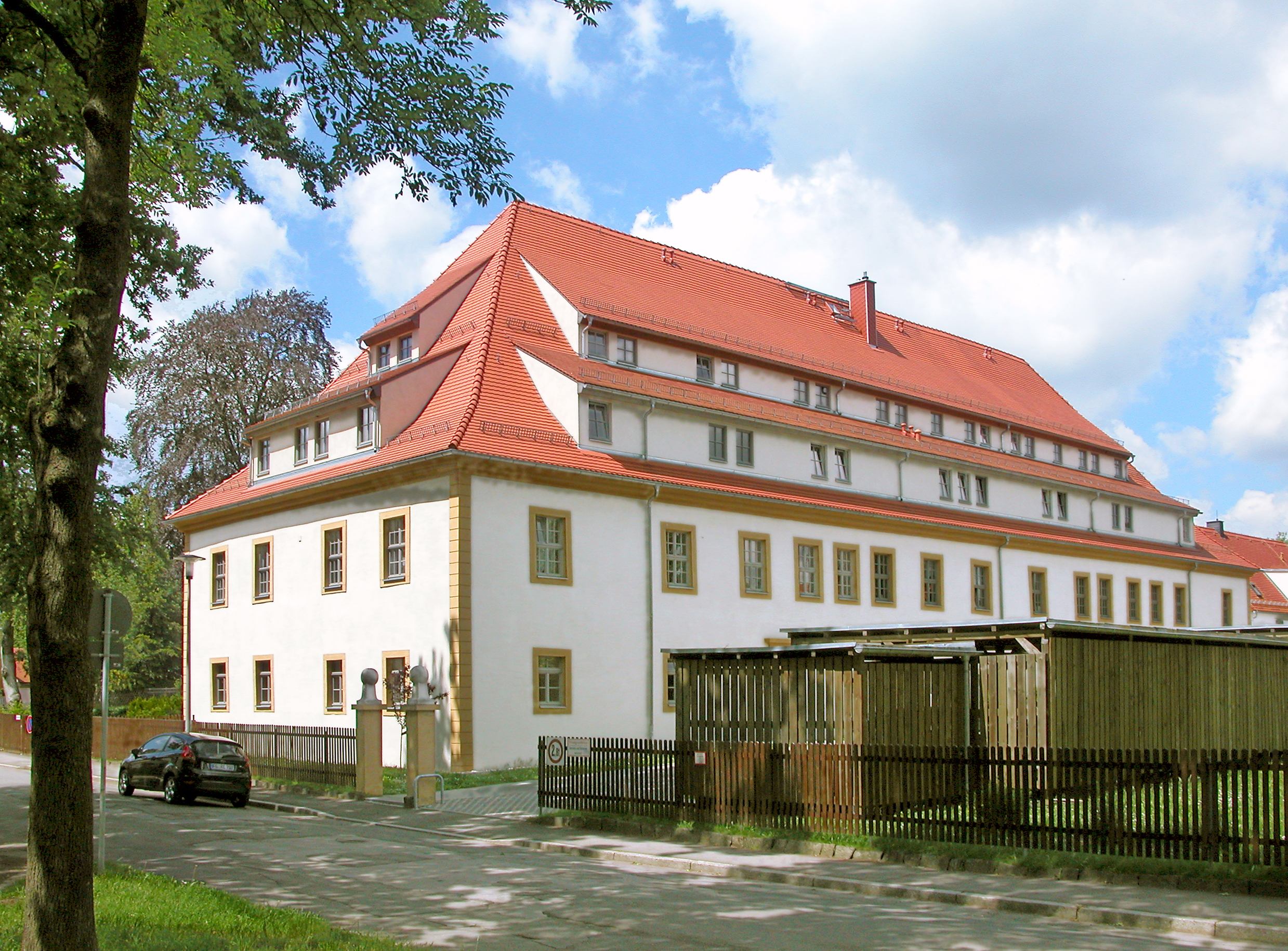
Panský dům Gottfrieda Pabsta von Ohain v někdejším Gottfriedsburgu, později Friedeburgu (dnes: Freiberg)

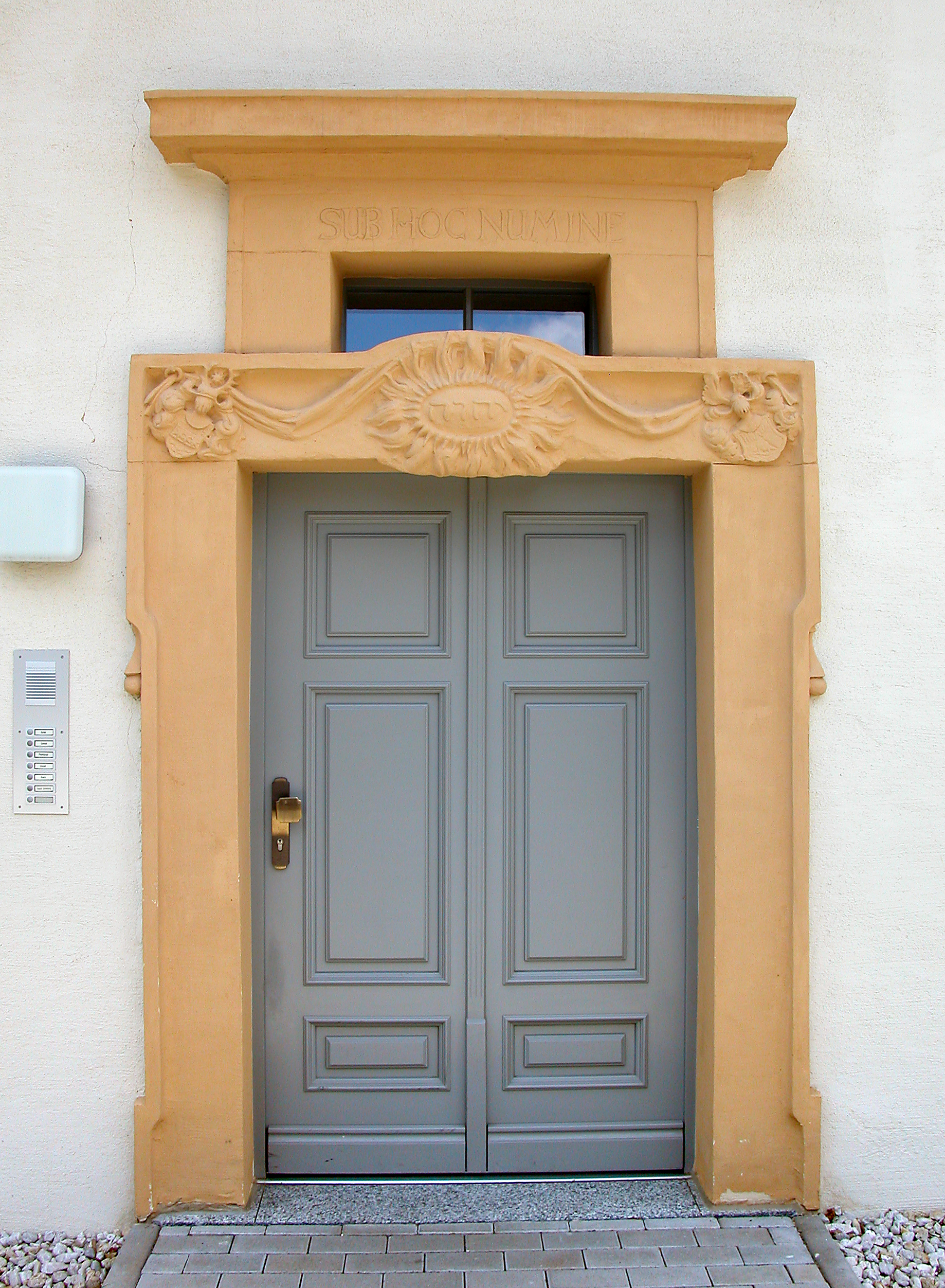
Portál Pabstova domu s latinským nápisem sub hoc numine („z této vůle“) a hebrejským Božím jménem v gloriole se dvěma erby

Pabst von Ohain pocházel z belgické šlechty sídlící v Ohainu u Bruselu, která se roku 1470 usadila v Sasku. Jeho pradědečkem byl farář a kantor v Rochlitz Michael Bapst, jeho otcem učitel v Mohornu Gottfried Pabst von Ohain. Jeho syn Carl Eugenius Pabst von Ohain se stal známým mineralogem a saským horním hejtmanem.

### Vzdělání
Malý Gottfried navštěvoval školu svého otce a využíval při tom jeho dobře zásobenou knihovnu. Již v dětství navštívil doly a seznámil se s těžbou rud, což ho vedlo k založení vlastní sbírky minerálů. Aby se připravil na univerzitní studium, nastoupil v roce 1669 na freiberskou latinskou školu. V sedmi ročnících gymnázia se vyučovala latina, katechismus, logika, rétorika, zeměpis, dějepis, matematika a úvod do filosofie. Po absolvování tohoto gymnázia ještě navštěvoval lekce prubířství (obor předcházející pozdější analytickou chemii), v nichž se naučil, jak stanovit obsah cenných kovů v rudě. V roce 1678 se zapsal na univerzitu ve Wittenbergu, kde studoval právo, matematiku, fyziku, prubířství, architekturu a kreslení. Po ukončení studia vyrazil na svou kavalírskou cestu po Dolním Sasku, Holandsku, Brabantsku, Flandrech, Británii a Francii, kde podle svých vlastních slov pracoval jako hutní chemik ve službách Ludvíka XIV. Přestože měl různé další nabídky, vrátil se z náboženských a zdravotních důvodů do Saska.

### Chemikem ve Freibergu
Ve Freibergu se Pabst von Ohain věnoval báňským vědám, zejména tzv. markování (výměra dolu) a prubířství. Jeho znalosti a věhlas jej přivedly k významným postům v saské státní službě, které zprostředkoval Abraham von Schönberg. Ten jej také seznámil s učencem Ehrenfriedem Waltherem von Tschirnhausem, jenž ho zapojil do saských vědeckých kruhů a roku 1702 se stal rovněž kmotrem Pabstova nejstaršího syna. S Leibnizem se Pabst setkal dvakrát: jednou krátce ve Freibergu (1680) a později v únoru 1688 během Leibnizovy cesty po Krušných horách, na níž studoval minerály, drahokamy a důlní techniku. Předmětem Pabstovy státní služby byl dohled nad obsahem kovů v rudách, hutních výrobcích a mincích, což vyžadovalo znalosti zkušeného hutního chemika. V neformální rovině se Pabst von Ohain přátelil zvláště s Schönbergem a Tschirnhausem, s jehož rodinou se dostal do příbuzenského vztahu. V roce 1712 se oženil s Margarethe Elisabeth († 1757), s níž měl tři děti: Johanna Gottfrieda (1716–1790), pozdějšího plukovníka; Carla Eugenia (1718–1784), horního hejtmana a Margarethu Erdmuth (1720–1781).

### Organizátorem výzkumu a techniky
Poté, co August II. Silný založil pro podporu vědy tzv. Contubernium, stali se Pabst von Ohain, Schönberg a Tschirnhaus jeho členy. Zde se tito učenci setkali s alchymistou Johannem Friedrichem Böttgerem, který měl za úkol vyrobit pro krále zlato. Pabst byl v této souvislosti pověřen dohledem nad Böttgerem, což se mu stalo obtížným, neboť musel dojíždět do Drážďan a Míšně a nezbýval mu čas na jiné povinnosti. Úřední protokoly proto označil margináliemi o tom, jak je práce s Böttgerem zbytečná a marná. Po několika letech potom napsal, že u transmutace kovů je úspěch vyloučen.

### Objev míšeňského porcelánu
Na Tschirnhausův návrh byly v rámci Contubernia roku 1705 zahájeny pokusy o výrobu porcelánu. Pabstovým hlavním úkolem nyní bylo zřídit v drážďanské baště Jungfernbastei speciální laboratoř. Na přelomu let 1707/08 byla vyrobena červená kamenina, kterou nazvali „Jaspisporzellan“ (od 19. století „Böttgersteinzeug“). Podle záznamu experimentu z 15. ledna 1708 byla zahájena pokusná série složená z koldické hlíny a alabastru, což po výpalu vedlo k bělavé průsvitné hmotě. Byl to výsledek systematických experimentů s místními materiály, které prováděli Tschirnhaus, Böttger a Pabst von Ohain s několika pomocníky. Po smrti Tschirnhause 11. října 1708 oznámil Böttger 28. března 1709 ve svém memorandu králi, že se mu – jako jednotlivci – podařilo objevit postup pro výrobu porcelánu. Na základě dekretu z 23. ledna 1710 byla zahájena výroba v míšeňském Albrechtsburgu. Pabstův přínos pro objev a vývoj míšeňského porcelánu, který ve své disertaci zkoumal historik umění a specialista na míšeňský porcelán Willi Goder, spočíval bezesporu v přípravě a vytipování surovin a rovněž v pozdějším vývoji porcelánových barev (kobalt, bílá glazura apod.). Gottfried Pabst von Ohain zemřel 22. července 1729. Pohřben byl ve druhém oblouku ambitu freiberského dómu Panny Marie. Při stavebních úpravách v roce 1861 byly oblouky 1–6 zbourány, takže hrob nelze lokalizovat. Ve freiberské ulici Bernhard-Kellermann-Straße 6 stojí dodnes Pabstův panský dům, který si nechal postavit po roce 1704. Na levé straně portálu je vytesán rodinný erb, Pabsta zde připomíná také pamětní deska.
Po Pabstovi von Ohain jsou pojmenovány ulice v Mohornu a Friedeburgu (Freibergu) a Oberschule „Gottfried Pabst von Ohain“ ve Freibergu.